# میکلا مویولی
میکلا مویولی (ایتالیایی: Michela Moioli؛ زادهٔ ۱۷ ژوئیهٔ ۱۹۹۵) اسنوبردسوار اهل ایتالیا است.